# Friedrich Schenck von Tautenburg
Friedrich Schenck von Tautenburg (* 1503 in Vollenhove; † 25. August 1580 in Utrecht) war der erste Erzbischof von Utrecht.
Er war der älteste Sohn von Georg Schenck von Tautenburg und Anna de Vos van Steenwijck.

## Leben
Bereits 1520 erhielt er seinen Dr. jur. am Reichskammergericht in Speyer. Im Jahr 1525 war er Geheimrat von Karl V. 1528 übertragene Pfründe des Decans von St. Peter in Utrecht. Aber im Jahr 1534 legte er sein Amt nieder und wandte sich der Theologie zu. 1535 wurde er zum Priester geweiht. Nachdem er Propst von St. Peter in Utrecht geworden war, verzichtete er auf die Pfründe und erhielt dafür die von St. Plechelen in Oldenzaal. 1543 erhielt er auch die Propstei der Benediktinerinnenabtei zu Rhynsburg, seine Schwester war dort Äbtissin. Im Jahr 1559 wurde er von Philipp II. zum ersten Erzbischof ernannt. Die Bestätigung durch Papst Pius IV. erfolgte am 13. November 1561. Es war der Versuch, durch eine starke Präsenz in den Niederlanden die Protestanten wieder zurückzudrängen.
Letztlich waren seine Bemühungen vergeblich. Die Bewohner der in der Nähe liegenden Stadt Oudewater wurden wegen Teilnahme an der Rebellion am 7. August 1575 von spanischen Söldnern massakriert, gegen Lösegeld entkamen einige. Der Schock ließ viele Katholiken zu heimlichen Protestanten werden. Nach der Genter Pazifikation konnte Spanien seine Söldner nicht mehr bezahlen, die nun ihre Kanonen gegen die Stadt richteten. Der Rat von Utrecht bat Schenck von Tautenburg um ein Lösegeld, doch er weigerte sich, sodass sie ihn zwangen 40.000 Gulden der Stadt zu leihen. Damit war das Band zerschnitten, und im Juni 1580 wurde der katholische Gottesdienst verboten. Der Erzbischof starb kurz danach am 25. August 1580.
Dennoch war es den Katholiken erlaubt, weiter ihre Toten im Utrechter Dom zu bestatten. So wurde auch der Erzbischof dort begraben.